# کلمان سیبونی
کلمان سیبونی (فرانسوی: Clément Sibony‎؛ زادهٔ ۳۰ نوامبر ۱۹۷۶) بازیگر اهل فرانسه است. او در سال ۲۰۰۰ برندهٔ جایزۀ بهترین بازیگر مرد در بیست و دومین دورهٔ جشنواره بین‌المللی فیلم مسکو شد.

## گزیدهٔ فیلم‌شناسی
- آلتامیرا (۲۰۱۶)
- بند باز (۲۰۱۵)
- صد قدم راه (۲۰۱۴)
- توریست (۲۰۱۰)
- دوستم دارد… دوستم ندارد (۲۰۰۳)
- بوسه فرانسوی (۱۹۹۵)